# بيدرو الثاني ملك البرتغال

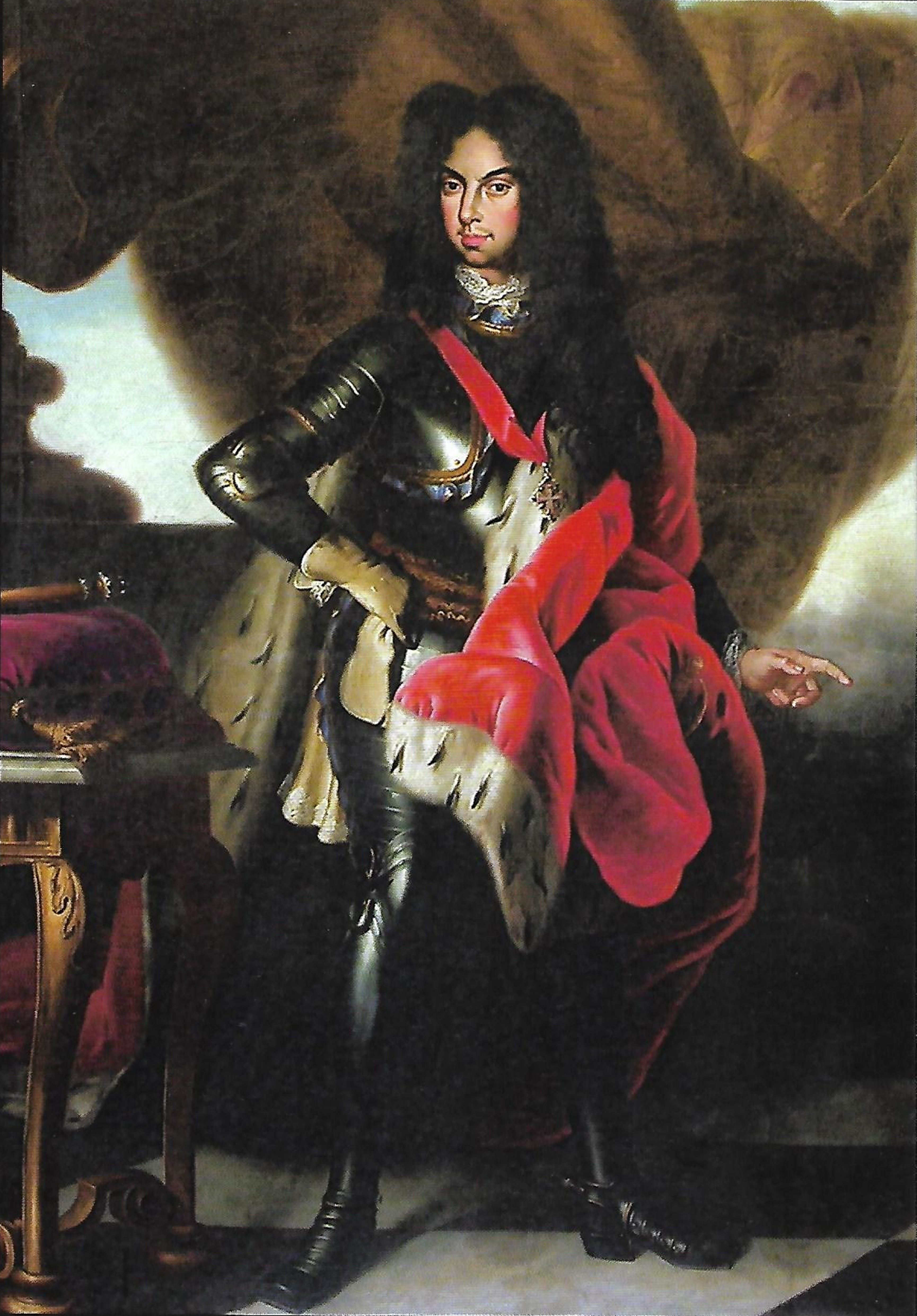

بيترالثاني (بالبرتغالية: Pedro II de Portugal‏) أو بيدرو الثاني (26 أبريل 1648 - 9 ديسمبر 1706) هو أبن الأصغر لجواو الرابع كان دوق بيجا ووصي العرش أخيه المختل عقليا ألفونسو السادس (1668-1683) وملك البرتغال من (1683-1706) في عهده صارت حرب الخلافة الإسبانية وخلفه أبنه جواو الخامس.